# 马氏蛰丽鱼
馬氏蟄麗魚（學名：Pungu maclareni）是輻鰭魚綱鱸形目隆頭魚亞目慈鯛科下的一種魚。它們是喀麥隆西部巴隆比波湖（Barombi Mbo）的特有種，體長可達10公分，棲息在湖泊淺水域，屬雜食性，以底棲性無脊椎動物及植物等為食。